# Związek Podhalan
Związek Podhalan – stowarzyszenie powstałe w roku 1919, reaktywowane w 1959. Jest organizacją skupiającą polskich górali z regionu karpackiego, którzy pielęgnują swoją odrębność kulturową i obyczajową oraz sympatyków, związanych z subregionami zamieszkałymi przez górali polskich.

## Historia
Powstanie związku wyrosło z działalności powstałego w 1873 roku Galicyjskiego Towarzystwa Tatrzańskiego, a także powołanego w 1904 roku w Zakopanem Związku Górali  i działającej w Krakowie od 1906 roku, podległej mu Akademickiej Sesji Podhalan. Związek Podhalan powstał formalnie na IV Zjeździe Związku Górali, który miał miejsce w Nowym Targu w dniach 3–4 sierpnia 1919 r. Pierwszym Prezesem Związku Podhalan został nauczyciel z Odrowąża Jakub Zachemski.
Według uchwalonego statutu Związku jego celem było „utrzymywanie towarzyskiej i duchowej łączności Podhalan, wszechstronne popieranie się wzajemne; praca nad podniesieniem ludu podhalańskiego pod względem etycznym, umysłowym i gospodarczym; utrzymywanie i pielęgnowanie swoistej kultury Podhala, wyrażającej się w mowie, stroju, obyczajach, tańcu, śpiewie, budownictwie itp; otoczenie opieką kształcącej się młodzieży podhalańskiej”.
W latach międzywojennych Związek, zgodnie ze statutem, prowadził liczne akcje oświatowe, organizował sympozja naukowe, propagował ruch regionalny, wspomagał tworzenie Domów Ludowych i bibliotek wiejskich, ułatwiał góralom zakup maszyn rolniczych. Inicjował szereg przedsięwzięć, jak np. powstanie  Seminarium Nauczycielskiego i Wysokogórskiej Szkoły Rolniczej w Nowym Targu, założenie Spółdzielni Mleczarskiej w Szaflarach, budowa drogi z Gronia do Niedzicy na Spiszu, zakładanie Kas Stefczyka.
W latach okupacji hitlerowskiej Związek Podhalan działał w konspiracji. Również po zakończeniu wojny w 1945 roku atmosfera polityczna ówczesnej Polski nie sprzyjała rozwojowi ruchów regionalnych. Dopiero w 1957 roku w Zakopanem zaczął działać Związek Górali Tatrzańskich, którego zjazd w Zakopanem został uznany za XXIV Zjazd Podhalan. Prezesem został wówczas pisarz z Kościeliska Stanisław Nędza-Kubiniec. Oficjalnie jednak Związek został reaktywowany w 1959 r. Odtąd zjazdy odbywały się już regularnie, co trzy lata.
W 1973 roku oficjalną siedzibą Związku stał się Dom Podhalański im. Kazimierza Przerwy-Tetmajera i Władysława Orkana w Ludźmierzu. Tutaj do dziś spotykają się na obrady Podhalanie, tu wybierają zarząd główny i prezesów Związku.
W latach 1973–1979 Związek wydawał nieregularne czasopismo pt. „Podhalanka”, natomiast w latach 1990–1996 miesięcznik pt. „Hale i Dziedziny”.

## Aktualnie
Zarząd Główny stowarzyszenia oraz sekretariat znajdują się w Ludźmierzu. Prezesem Zarządu Głównego Związku Podhalan jest Julian Kowalczyk (stan wg informacji dostępnej w sierpniu 2023). Do związku należy ok. 5 tysięcy członków. Związek posiada w Polsce 75 oddziałów, ma również oddziały akademickie i młodzieżowe.
W 2011 roku Związek otrzymał Brązowy Medal Honorowy za Zasługi dla Województwa Małopolskiego.